# Sitio de Lille (1667)
La ciudad de Lille, en la actual Francia, fue asediada y conquistada por las tropas francesas de Luis XIV de Francia entre el 11 y el 28 de agosto de 1667. 
Luis XIV, bajo el argumento de que la dote de su esposa española María Teresa de Austria no había sido pagada, comenzó a expandir las fronteras francesas hacia el norte y el este, invadiendo los Países Bajos españoles. Así se inició un conflicto con España que se conocería como la Guerra de Devolución. Tras tomar Charleroi, Tournai y Douai, las tropas francesas pusieron sitio a la ciudad de Lille, en aquel tiempo parte del condado de Flandes bajo dominio español, tomándola al cabo de varios días.
El sitio de Lille fue el mayor encuentro armado en el transcurso de la guerra. Las técnicas de asedio aplicadas por el ingeniero militar francés Vauban fueron decisivas en su captura.

## Asedio
Tras la derrota en el asedio de Terramunda, que hubieron de abandonar, los franceses se decidieron por fin a cercar Lila, uno de los objetivos principales de la campaña en los Países Bajos. Defendía la populosa ciudad el conde Brouay, que el 15 y el 17 de agosto acometió dos salidas contra los asediadores en las que infligió varios cientos de bajas al enemigo que, sin embargo, siguió apretando el cerco. Mientras los ingenieros franceses acercaban las trincheras a la ciudad, los defensores salían para estorbar su trabajo. El 21, en una de ellas, lograron distraer a los franceses y permitir que entrasen cuarenta granaderos venidos de Cambray para participar en la defensa. Las reservas de caballería venían de Gante para tomar parte también en el socorro de la plaza.
Un asalto francés fue repelido el 24 de agosto, pero los defensores no pudieron impedir que el enemigo se acercase cada vez más y mantuviese un continuo bombardeo de la ciudad. El 28 los franceses se apoderaron de una de las puertas de Lila y la población insistió en capitular para evitar el saqueo. Ante esta situación, la plaza finalmente se rindió, tras nueve días de denodada resistencia, tanto de la guarnición como de las milicias ciudadanas. La caballería que acudía a auxiliar la plaza no pudo romper el cerco francés y se retiró a Brujas; de camino, sufrió una dura derrota a manos francesas el 31 de agosto. El conde Brouay obtuvo el Toisón de Oro en premio a su actuación en el asedio.